# 柳本藩
柳本藩（日语：／ Yanagimoto-han */?）是日本大和國式上郡柳本的藩，元和元年8月12日（1615年10月4日）創藩，明治4年7月14日（1871年8月29日）廢藩，石高是10,000石，藩廳是柳本陣屋，藩校是創建於明治元年的明倫館，人口在明治2年時是1,454戶6,814人。武家屋敷方面，江戶藩邸上屋敷位於愛宕下和芝新堀端，中屋敷位於白金，下屋敷位於澀谷、青山百人町和廣尾。

## 歷史
元和元年8月12日（1615年10月4日），攝津味舌藩藩主織田長益由於在大坂冬之陣時於大坂城留守，負責講和事宜，大坂夏之陣時則沒有參戰，因此作為辯解的一部分，他分別分知10,000石予四子織田長政和五子織田尚長，前者創立戒重藩，後者則創立柳本藩。尚長當初的領地是大和國式上郡24村和山邊郡5村，最初他暫住於式上郡大泉村的庄屋森本六兵衛的住處，並且委派由長益派遣的13名給人在領內各地進行管治。元和年間（1615年至1624年），他在式上郡柳本村興建陣屋，並且在寬永年間（1624年至1644年）轉移至此。
貞享4年9月27日（1687年11月1日），織田秀親繼位。元祿12年（1699年）7月，領地式下郡宮奧村由於國繪圖的變動而劃入宇陀郡。寶永6年2月16日（1709年3月26日），秀親在寬永寺舉行的江戶幕府將軍德川綱吉的新葬法會時被擔任中宮使饗應役的加賀大聖寺新田藩藩主前田利昌殺害。同年4月12日（5月21日），柳本藩以秀親是病死為由，由秀親之弟織田成純作為末期養子而繼位，從而成功避免改易。
享保9年12月3日（1725年1月16日），秀親四子織田秀行作為成純養子而繼位。享保11年8月16日（1726年9月11日），織田信清三子織田信方作為秀行養子而繼位。寬保元年10月12日（1741年11月19日）和寶曆13年8月26日（1763年10月3日），信方之子織田秀賢和織田長恒先後繼位。明和3年10月16日（1766年11月18日），秀賢之子織田秀綿繼位。明和6年正月15日（1769年2月21日），柳本藩由於年年失收，領內農民為了反對重稅而強訴。享和2年12月15日（1803年1月8日），領內農民爭取減免年貢而發動一揆，並且在陣屋交戰，造成死傷。文政13年11月2日（1830年12月16日），柳本陣屋失火而焚毀，藩主改為暫住於家老沼間氏的住處，直至天保15年（1844年）3月重建完成為止。
嘉永5年12月27日（1853年2月5日），藩主織田信陽的家格從陣屋變為城主格。安政4年12月16日（1858年1月30日），信陽九子織田信成繼位。文久3年8月26日（1863年10月8日），信成在天誅組之變爆發時派成田三介等70人進軍至阿部村附近。元治元年9月17日（1864年10月17日），信成修葺傳崇神天皇陵，並且在慶應元年（1865年）4月完工。
鳥羽伏見之戰後，柳本藩奉命在初瀨街道慈恩寺村阻截江戶幕府的敗兵直至慶應4年正月27日（1868年2月20日）。同年5月6日（6月25日），抱病的信成隱居，由信陽之子織田信及繼位。明治元年10月12日（1868年11月25日），信及提出修葺在同年5月時因大雨而受損崇神天皇陵和景行天皇陵以及希望負責管理位於領內的崇神天皇陵，然而由於早在2月時，下野高德藩藩主戶田忠至已經獲任命為山陵修補奉行，最終信成在同年11月5日（12月18日）僅獲准修葺，管理則不被承認。明治4年7月14日（1871年8月29日），廢藩置縣。

## 歷任藩主
| 家名   | 家格                   | 名稱     | 石高     | 藩領                                               |
| ------ | ---------------------- | -------- | -------- | -------------------------------------------------- |
| 織田家 | 外樣 陣屋              | 織田尚長 | 10,000石 | 大和國式上郡和山邊郡                               |
| 織田家 | 外樣 陣屋              | 織田長種 | 10,000石 | 大和國式上郡和山邊郡                               |
| 織田家 | 外樣 陣屋              | 織田秀一 | 10,000石 | 大和國式上郡和山邊郡                               |
| 織田家 | 外樣 陣屋              | 織田秀親 | 10,000石 | 大和國式上郡和山邊郡↓ 大和國式上郡、山邊郡和宇陀郡 |
| 織田家 | 外樣 陣屋              | 織田成純 | 10,000石 | 大和國式上郡、山邊郡和宇陀郡                       |
| 織田家 | 外樣 陣屋              | 織田秀行 | 10,000石 | 大和國式上郡、山邊郡和宇陀郡                       |
| 織田家 | 外樣 陣屋              | 織田信方 | 10,000石 | 大和國式上郡、山邊郡和宇陀郡                       |
| 織田家 | 外樣 陣屋              | 織田秀賢 | 10,000石 | 大和國式上郡、山邊郡和宇陀郡                       |
| 織田家 | 外樣 陣屋              | 織田長恒 | 10,000石 | 大和國式上郡、山邊郡和宇陀郡                       |
| 織田家 | 外樣 陣屋              | 織田秀綿 | 10,000石 | 大和國式上郡、山邊郡和宇陀郡                       |
| 織田家 | 外樣 陣屋↓ 外樣 城主格 | 織田信陽 | 10,000石 | 大和國式上郡、山邊郡和宇陀郡                       |
| 織田家 | 外樣 城主格            | 織田信成 | 10,000石 | 大和國式上郡、山邊郡和宇陀郡                       |
| 織田家 | 外樣 城主格            | 織田信及 | 10,000石 | 大和國式上郡、山邊郡和宇陀郡                       |

## 領地
| 令制國 | 郡     | 領地 |
| ------ | ------ | --- |
| 大和國 | 式上郡 | 備後村西方、大西村、柳本村之內西組、柳本村之內東組、柳本村之內南別所村、柳本村之內北別所村、柳本村之內上長岡村北方、柳本村之內下長岡村、柳本村之內上長岡村南方、初利村、茅原村、東田村、豐前村、大泉村、上莊村、白川村、赤尾村、安田村、笠間村、中白木村、北白木村、芹井村、瀧倉村、笠村 |
| 大和國 | 宇陀郡 | 中宮奧村、上宮奧村 |
| 大和國 | 山邊郡 | 成願寺村、中山村、三昧田村、佐保莊村、修理枝村 |

## 註解
1. ↑  柳本現為奈良縣天理市柳本町（日语：柳本町）[1]。
2. ↑  現行對應地名如下：
  - 愛宕下現為東京都港區愛宕山東部西新橋至新橋一帶的低地[5]。
  - 芝新堀端上屋敷現為港區芝2丁目7−17[6]。
  - 澀谷下屋敷現為港區北青山3丁目[7]。
3. ↑  宮奧村現為奈良縣宇陀市大宇陀區（日语：大宇陀町）宮奧（日语：神戸村 (奈良県)）[1]。
4. ↑  阿部村現為奈良縣櫻井市阿部和安倍木材團地（日语：安倍村）一帶[1]。

## 外部連結
- . kotobank （日语）.